# Серин-рацемаза
Серин-рацемаза (англ. Serine racemase, SRR) — фермент, преобразующий L-серин в D-серин. D-серин служит сигнальной молекулой в мозге для NMDA-рецепторов, связываясь с их глициновым сайтом. У человека, серин-рацемаза кодируется геном SRR.
Серин-рацемаза млекопитающих -  пиродоксаль 5'-фосфат зависимый фермент, катализирующий рацемацию L-серина в D-серин, а также дегидратацию(отщепление воды) L-серина с образованием пирувата и аммиака. Работа этого фермента стимулируется двухвалентными катионами металлов. Аллостерически активируется АТФ.